# Scatopse seminitens
Scatopse seminitens är en tvåvingeart som beskrevs av Edwards 1933. Scatopse seminitens ingår i släktet Scatopse och familjen dyngmyggor. Inga underarter finns listade i Catalogue of Life.